# Lega della Gioventù Democratica del Giappone
La Lega della Gioventù Democratica del Giappone (日本民主青年同盟?, Nihon Minshu Seinen Domei), abbreviato Minsei (民青?), è l'organizzazione giovanile del Partito Comunista Giapponese.

## Storia
La giovanile comunista venne fondata il 5 aprile 1923. Nel XXXIII congresso nazionale del 2007 è stata eletta presidente Yu Tanaka.
Alla lega possono partecipare i giovani dai 15 ai 25 anni. La giovanile pubblica un bisettimanale, Gioventù Democratica, per gli studenti delle scuole superiori, con notizie di attualità, politica e movimenti culturali e sociali.

## Membri celebri
- Riyoko Ikeda